# ممثل خاص لمكافحة الإسلاموفوبيا
الممثل الخاص لمكافحة الإسلاموفوبيا هو منصب في الحكومة الفيدرالية الكندية أُنشئ في يناير 2023.

## الوصف
مدة شغل منصب الممثل الخاص لمكافحة الإسلاموفوبيا أربع سنوات، ويعينه الحكومة الفيدرالية الكندية. 

## التاريخ
في يونيو 2022 ، أعلنت الحكومة الفيدرالية الكندية عن خطتها لإنشاء المكتب. 
في 26 يناير 2023،  عيّن رئيس الوزراء جاستن ترودو أميرة الغوابي أول ممثلة لكندا.  وخصصت للمنصب ميزانية قدرها 5.6 مليون دولار لتغطية السنوات الخمس الأولى من العمل. 

## روابط خارجية
- الموقع الرسمي